# Музей истории Дальнего Востока имени В. К. Арсеньева
Государственный объединённый музей-заповедник истории Дальнего Востока имени В. К. Арсеньева (Музей-заповедник истории Дальнего Востока) — крупнейший федеральный музей-заповедник на Дальнем Востоке, первый краеведческий музей Приморья. В музее представлена история и природа Приморского края, собраны коллекции материалов о деятельности исследователей края — М. И. Венюкова, Н. М. Пржевальского и других, материалы по истории города, археологии и этнографии. В состав музея входят 3 филиала во Владивостоке и 5 — в других городах Приморья.

## История
Датой своего основания музей считает 18 (30) апреля 1884 года. В этот день был утверждён устав Общества изучения Амурского края (ОИАК) — учредителя будущего музея. Музей ОИАК был построен и открыт для посещения 12 октября (30 сентября) 1890 года. Декретом Совнаркома от 17 февраля 1925 года музей был изъят из собственности ОИАК, стал государственным. Имя Владимира Клавдиевича Арсеньева было присвоено музею 4 сентября 1945 года. 25 ноября 1985 года Приморский краевой краеведческий музей был реорганизован в Приморский государственный объединённый музей имени В. К. Арсеньева.
Музей и его дирекция ныне расположены в здании бывшего доходного дома Василия Петровича Бабинцева, одного из компаньонов крупнейшей торгово-промышленной компании Дальнего Востока «Торговый дом Чурин и Касьянов», построенного в 1903—1906 годах по проекту архитектора Владимира Плансона. После революции в здании поочерёдно находились: Yokohama Specie Bank, парикмахерская, шашлычная, губфинотдел, Тихоокеанский институт рыбного хозяйства и океанографии (ТИНРО). В 1977 году сюда из здания бывшего музея ОИАК переехал Приморский краевой музей.
В 2015 году назван самым посещаемым региональным музеем в России.
23 декабря 2019 года Приморский музей получил федеральный статус и был переименован в Музей истории Дальнего Востока имени В. К. Арсеньева, в 2022 году — в Государственный объединённый музей-заповедник истории Дальнего Востока имени В. К. Арсеньева.
Адрес музея: Владивосток, Светланская улица, 20.

Экспозиции музея
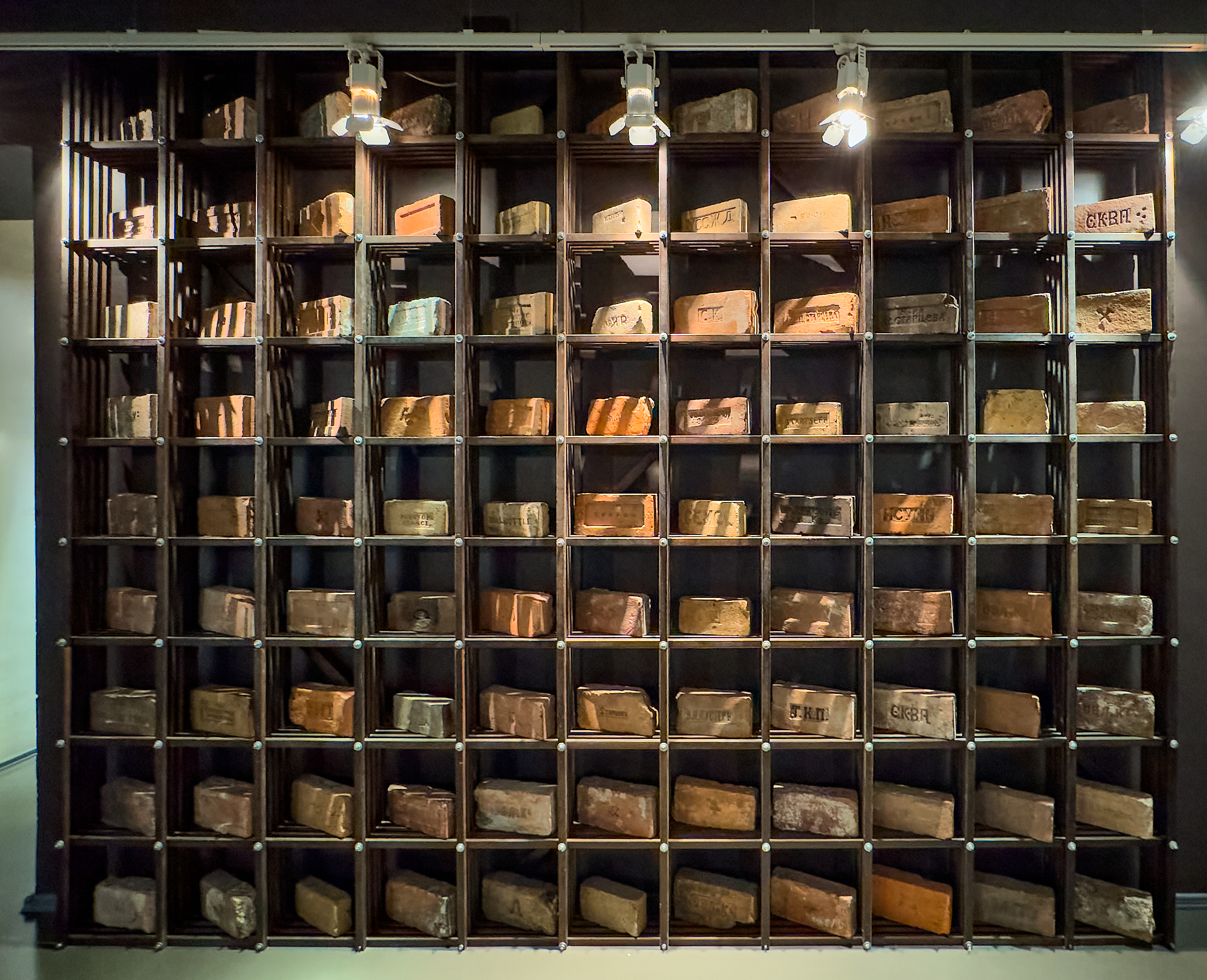
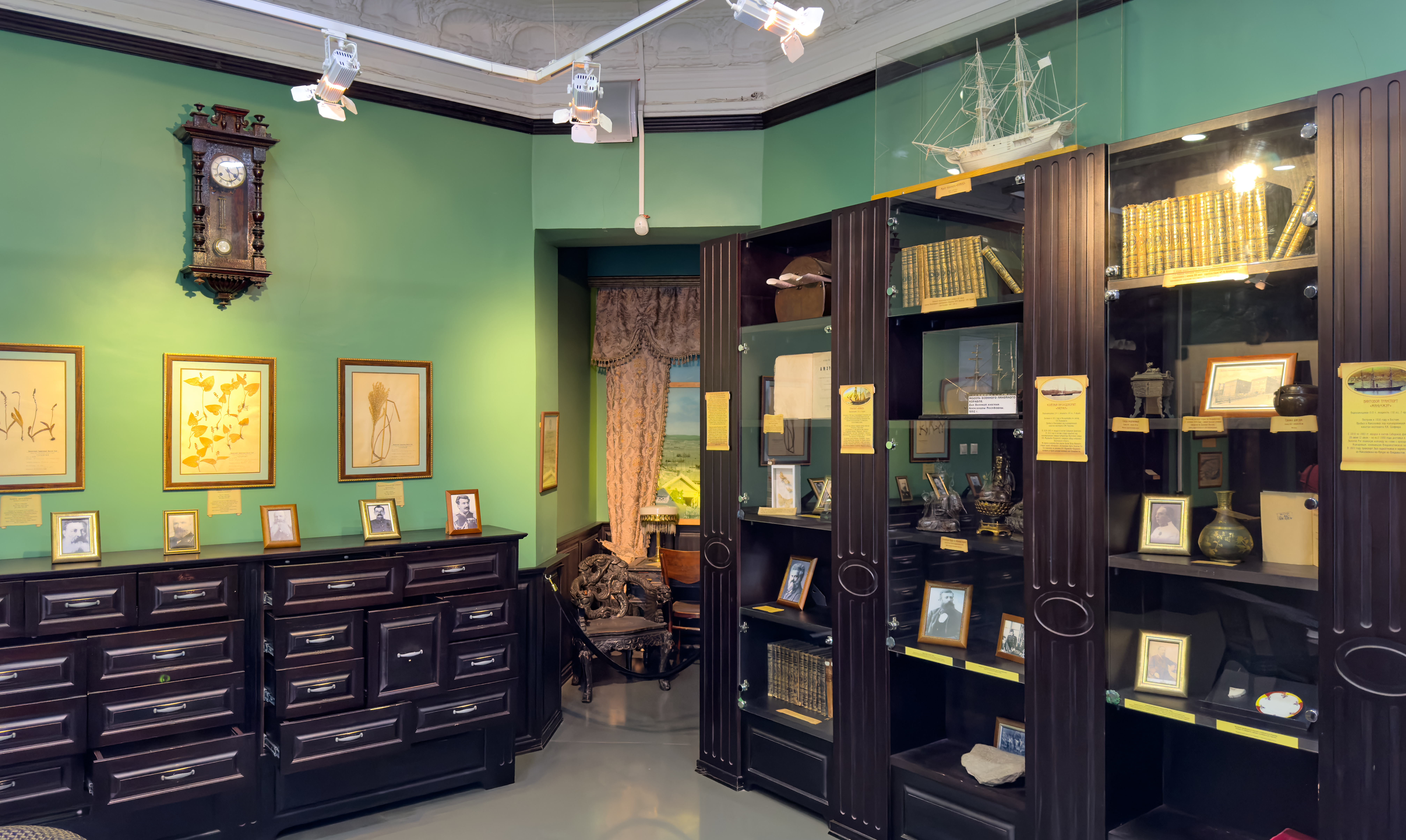
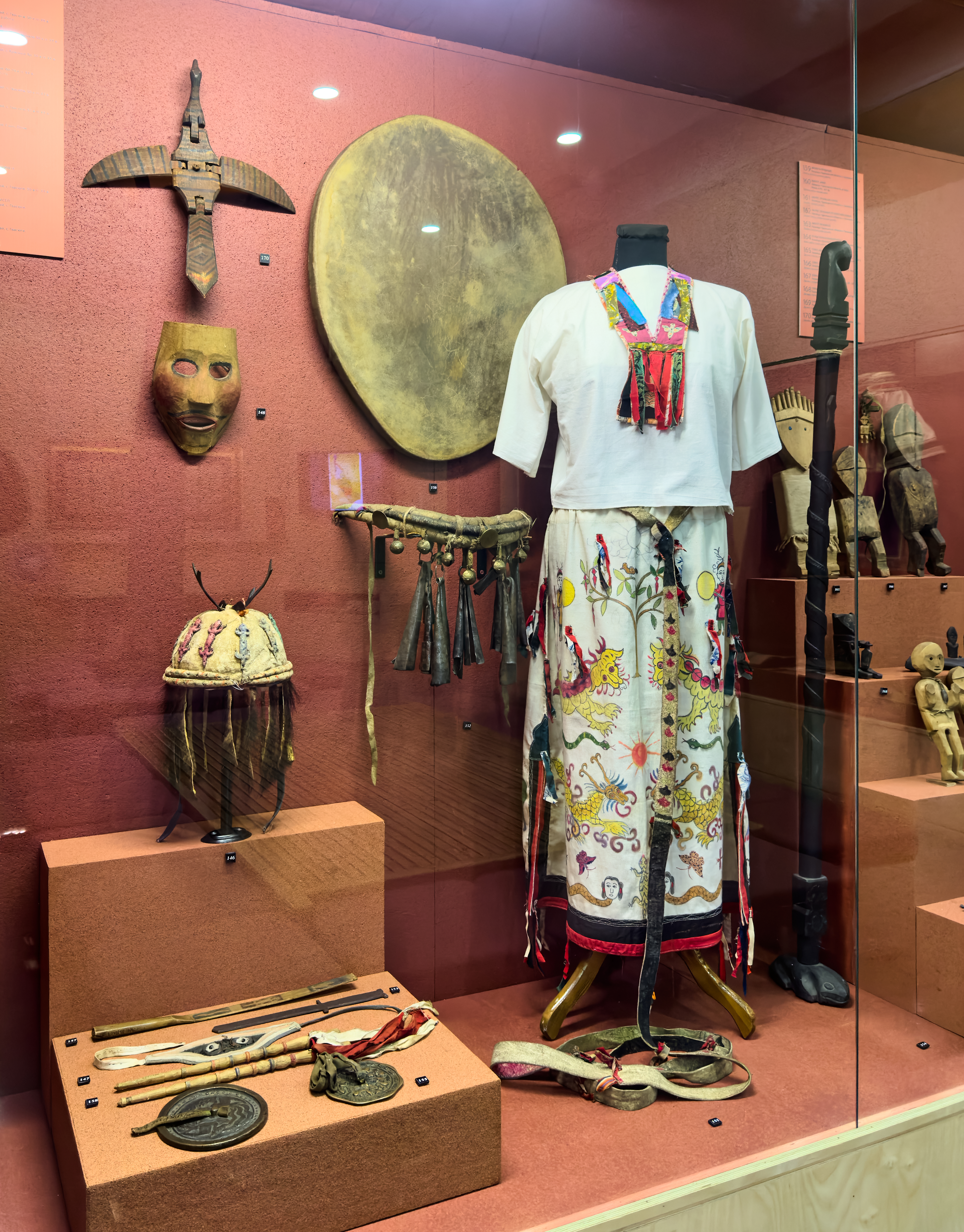
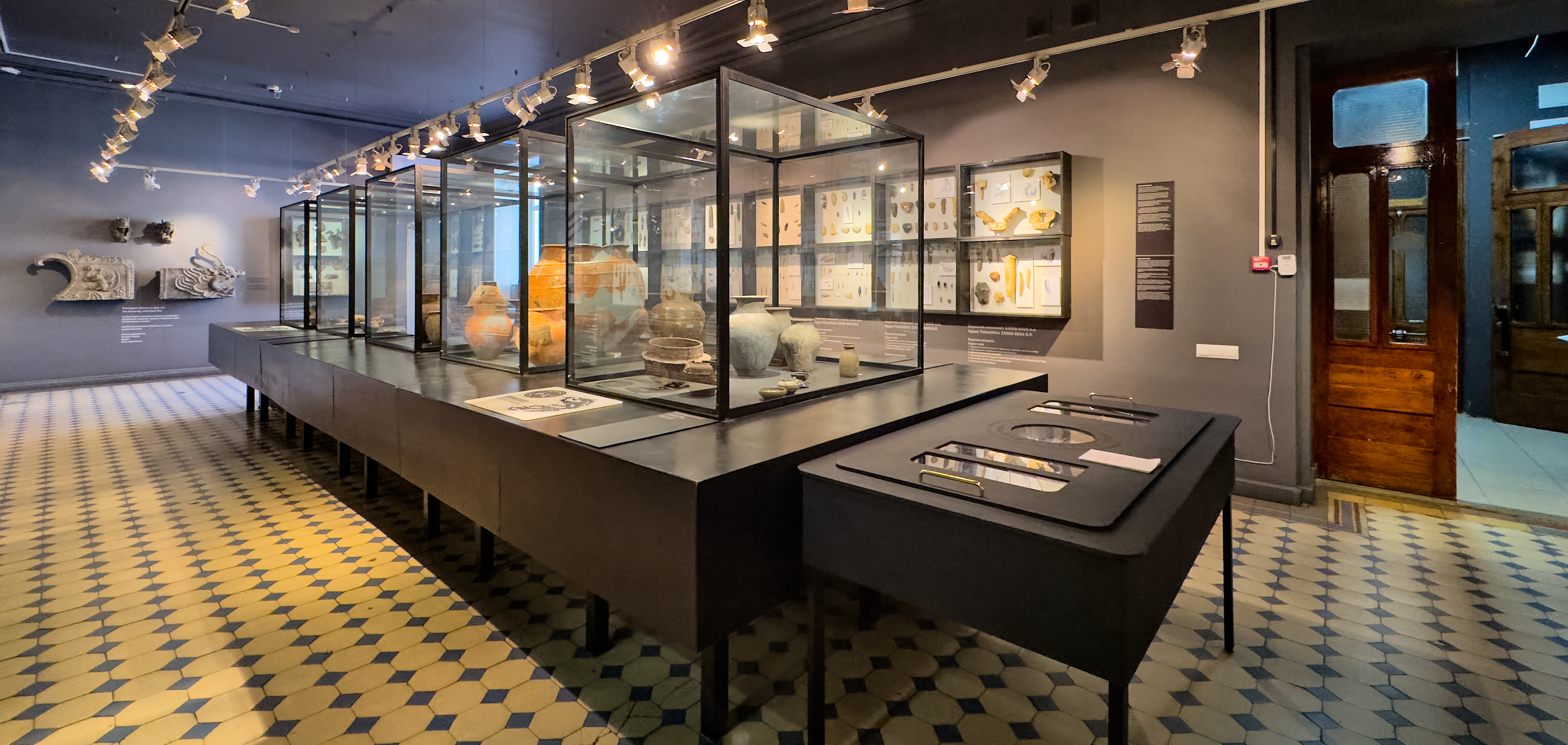
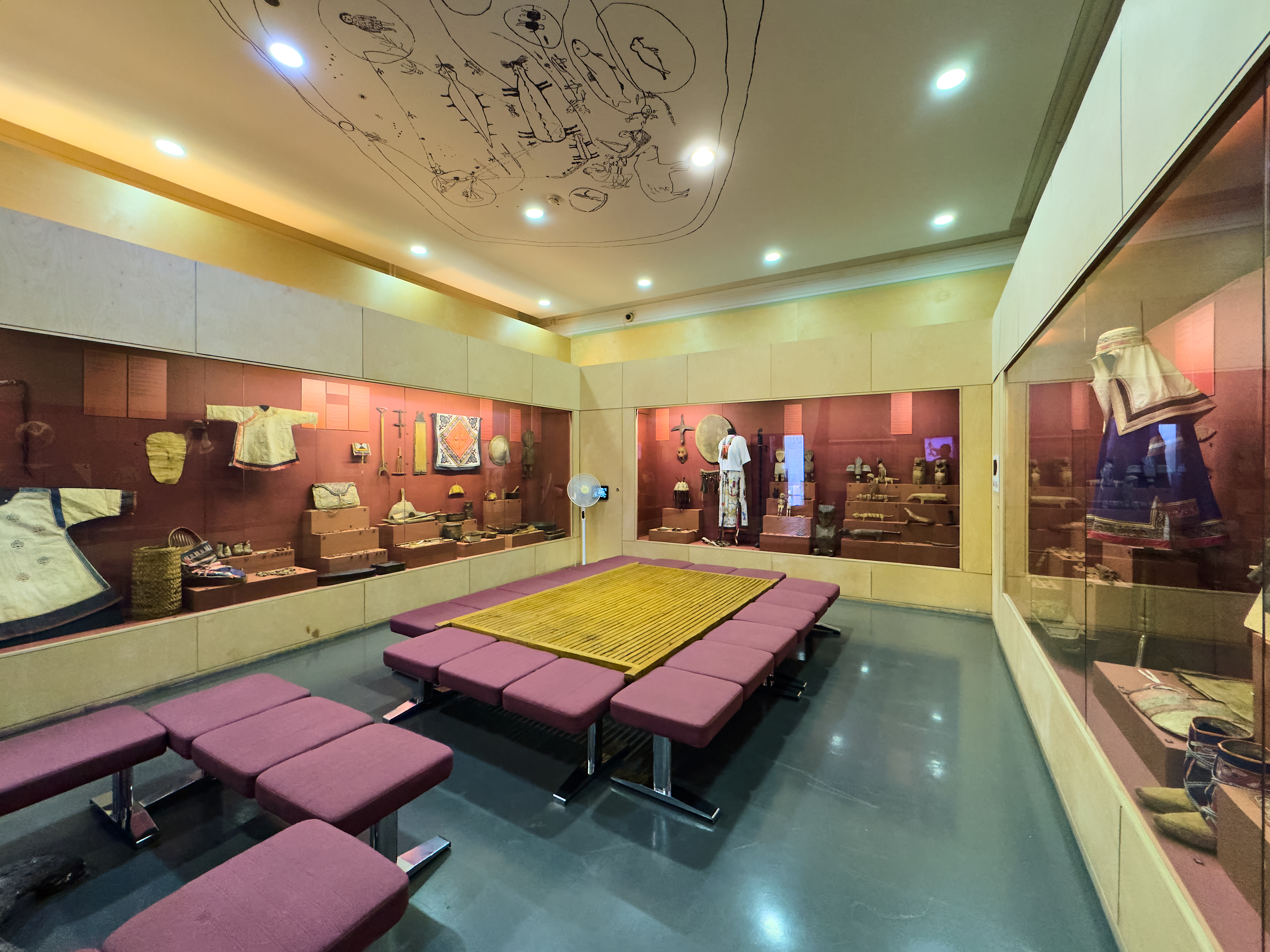
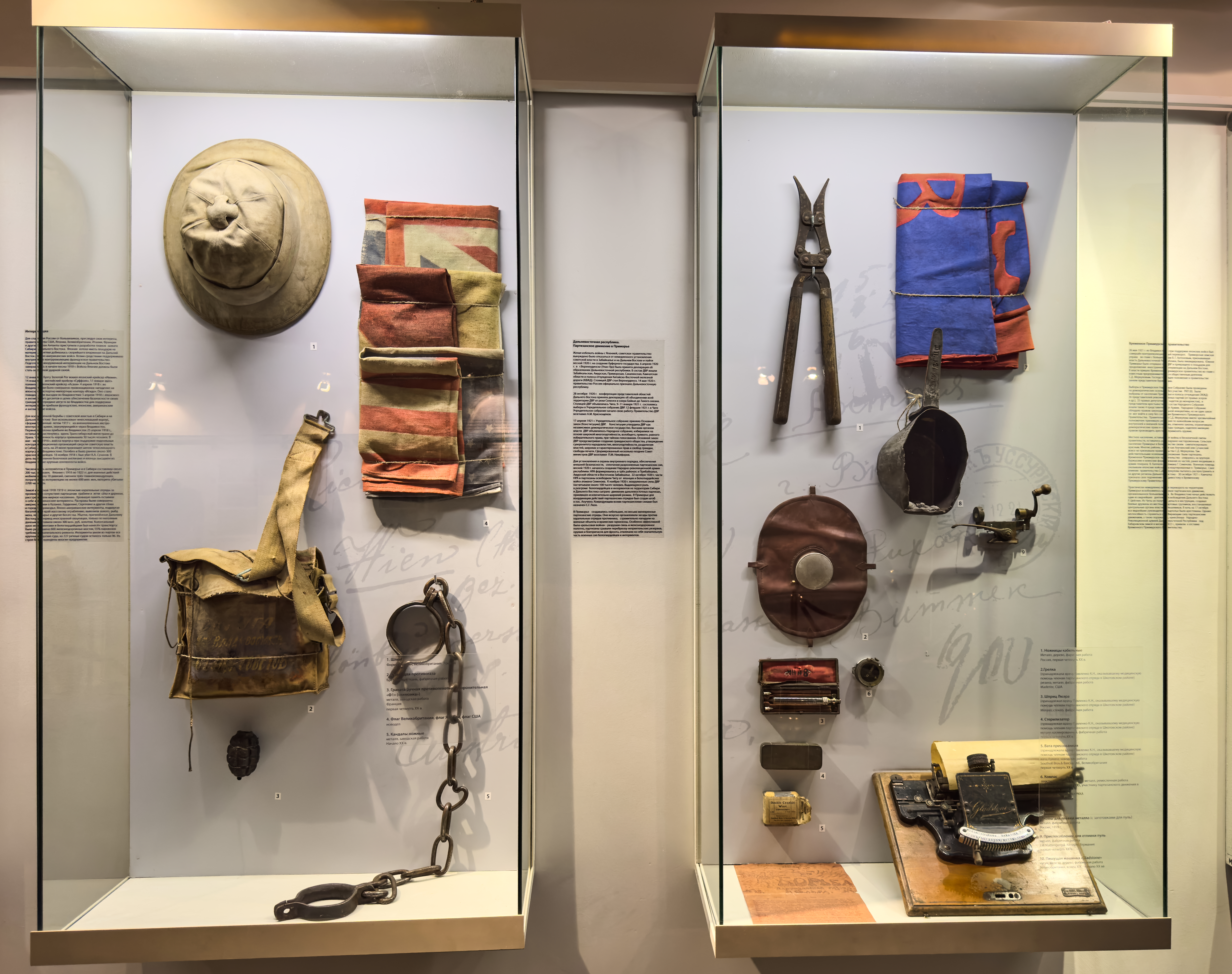
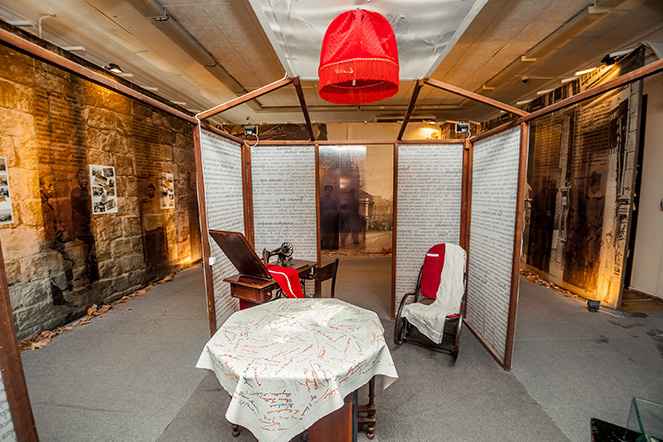
Выставка «Элеонора Прей. Письма из Владивостока»

## Филиалы
Во Владивостоке музей имеет три филиала.

### Дом путешественника Арсеньева
Мемориальный дом-музей В. К. Арсеньева — единственный сохранившийся в России дом, где жил и работал Владимир Клавдиевич Арсеньев — выдающийся русский и советский писатель, учёный, путешественник-исследователь, человек государственного мышления и долга, внёсший значительный вклад в развитие Дальнего Востока.
Этот дом был построен в начале XX века и принадлежал известному во Владивостоке домовладельцу Андрею Фёдоровичу Жихову. В квартиру номер 4 на втором этаже семья Арсеньевых вселилась в июне 1929 года.
С 1945 года улица, на которой располагается дом, носит имя Арсеньева. В 1997 году здание было передано музею.
Расположение комнат в квартире сохранилось таким, каким оно было при жизни Владимира Клавдиевича: кабинет, гостиная, маленькая спальня и детская. В кабинете и гостиной мебель и предметы быта расставлены так, как это было при жизни путешественника, а вместо спальни и детской — экспозиционный зал.
Адрес: ул. Арсеньева, 7б.

### Дом чиновника

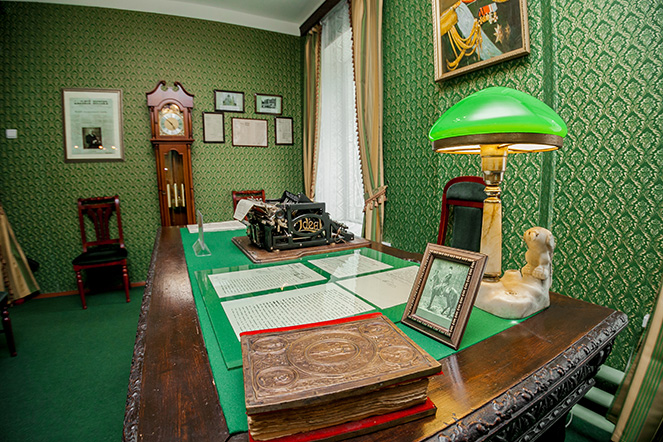
Рабочий кабинет А. В. Суханова, ул. Суханова, 9

Мемориальный Дом-музей семьи Сухановых — единственный в России музей памяти статского чиновника. Также это один из немногих сохранившихся во Владивостоке деревянных особняков XIX века. В 1977 году по инициативе жителей Владивостока здесь был открыт музей.
С 1896 года по 1921 год в этом доме проживала семья старшего советника Приморского областного правления Александра Васильевича Суханова, посвятившего жизнь благоустройству Приморья и Владивостока. Константин, один из семи детей Александра Васильевича и Анны Васильевны, стал известным революционером, первым «красным» градоначальником Владивостока (председателем исполкома Владивостокского Совета рабочих и солдатских депутатов).
В семи залах, задействованных под экспозиционно-выставочные площади, можно увидеть старинную мебель и предметы быта конца XIX — начала XX веков: например, музыкальные инструменты, которые переселенцы везли сюда через всю страну, швейные машинки, ванные принадлежности и даже шоколадки фабрики «Г. П. Ткаченко».
Адрес: ул. Суханова, 9.
43°07′02″ с. ш. 131°53′44″ в. д.

### Музей Города

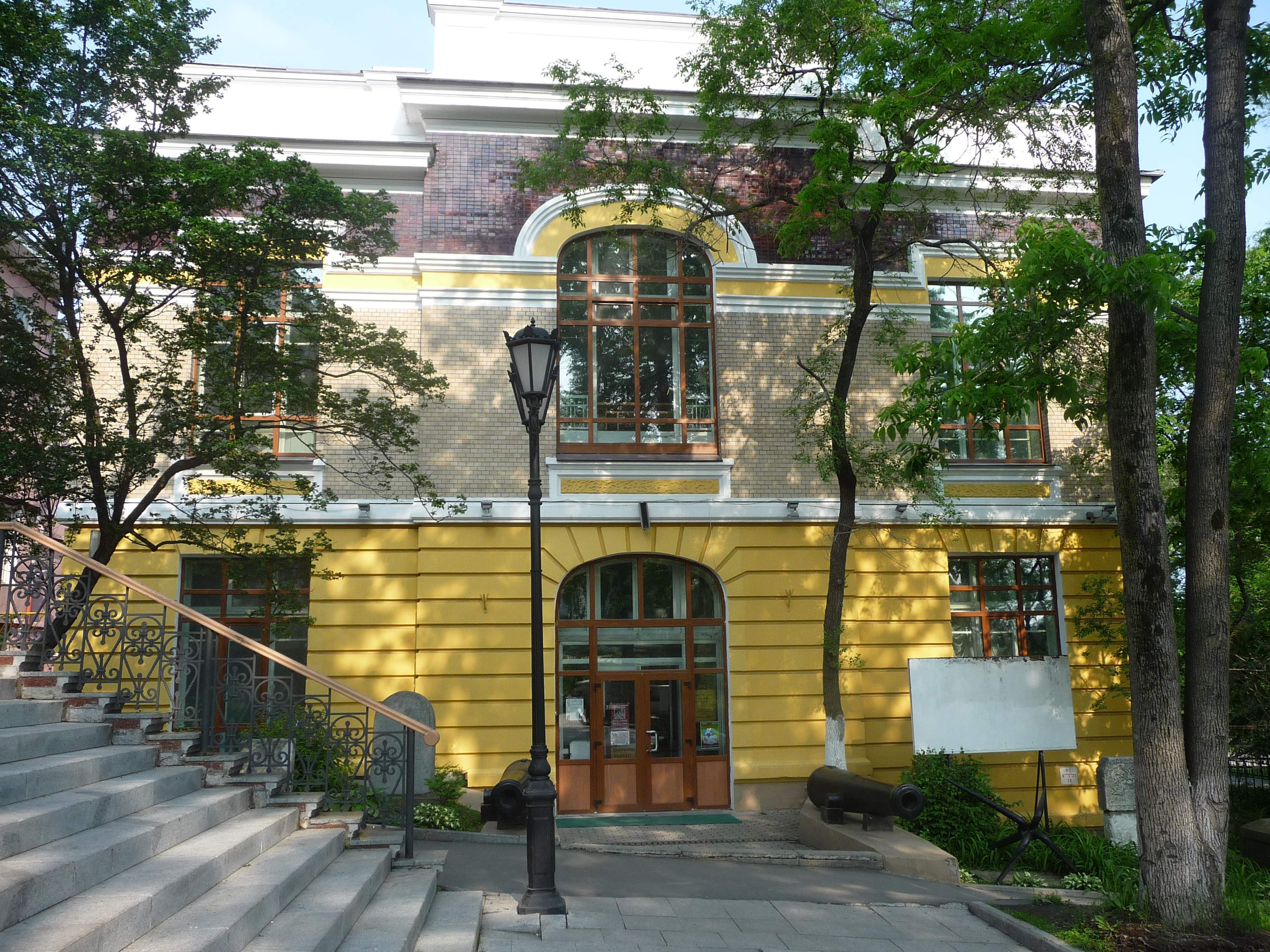
Здание на ул. Петра Великого, 6

Исторически первое здание музея. Закладка здания музея состоялась 30 июня 1888 года.
Бывший музей Общества изучения Амурского края.
Адрес: ул. Петра Великого, 6.
43°06′49″ с. ш. 131°53′34″ в. д.